# Uto

Wadjet (Deusa)

Uadjet (em egípcio: wȝḏyt, lit. "a verde"), conhecida em grego como Uto (Οὐτώ) ou Buto (Βουτώ), na mitologia egípcia, era a deusa padroeira do Baixo Egito (o que correspondia à região do Delta do Nilo). O nome significa "A verde" (cor das serpentes) e "A da cor do papiro" (numa alusão à planta do papiro, que teria sido por ela criada e que era a planta heráldica do Baixo Egito). O nome desta deusa pode também ser escrito como Uto ou Edjo.
Uto começou por ser uma deusa ligada à vegetação tendo se transformado numa deusa da realeza. Representava o Baixo Egito e frequentemente apareceu como correspondente da deusa do Alto Egito, Necbete. Foi integrada na lenda de Osíris, na qual é ela quem toma conta do pequeno Hórus, escondido nos pântanos do delta, o qual alimentou com o seu leite, enquanto Ísis procurava por Osíris.

## Culto
O principal centro de culto da deusa era Per-Uadjit ("morada de Uadjit"), localidade a que os Gregos deram o nome de Buto e que corresponde à moderna Tel el-Farém. 

## Iconografia
Era representada como mulher com cabeça de serpente e que tem na cabeça a coroa vermelha do Baixo Egito (coroa dexerete). Poderia também ser representada como uma mulher com cabeça de leoa, quando se pretendia aludir ao aspecto de defensora da realeza. Surgia igualmente como uma serpente alada ou como uma cobra enrolada dentro de um cesto de papiros. 